# Кејн Томпсон
Кејн Томпсон (енгл. Kane Thompson; 9. јануар 1982) професионални је рагбиста и репрезентативац Самое, који тренутно игра за Њукасл Фалконс.

## Биографија
Висок 198 цм, тежак 112 кг, Томпсон је пре Њукасла играо за Велингтон, Саутленд, Хајлендерси, Дакс, Хокс Беј, Чифс и Кенон Иглс. За репрезентацију Самое је до сада одиграо 33 тест мечева и постигао 2 есеја.